# Недзялковский, Кароль Антоний
Кароль Антоний Недзялковский (пол. Karol Antoni Niedziałkowski; 21 мая 1846 года, Миньковцы — 7 апреля 1911 года, Житомир) — российский католический епископ, генеральный викарий Могилёвской митрополии при архиепископе Симоне Мартине Козловском.

## Биография
Учился в семинарии в Каменец-Подольске, затем в Католической духовной академии в Санкт-Петербурге, которую окончил в 1867 году со степенью магистра богословия. 23 января 1869 года рукоположен в священники, служил в Житомире. С 1881 года — профессор житомирской семинарии, с 1884 года — каноник житомирского капитула, с 1890 года — ректор житомирской семинарии.
2 августа 1897 года назначен епископом-помощником Могилёвской архиепархии при архиепископе Симоне Мартине Козловском вместо епископа Францишека Сымона, чьей деятельностью были недовольны власти. 5 декабря 1897 года в храме св. Екатерины был рукоположен в епископы, как титулярный епископ Самоса. Вскоре после рукоположения был назначен ректором Католической духовной академии.
В 1899 году скончался архиепископ Козловский, епископ Недзялковский исполнял обязанности апостольского администратора Могилёвской архиепархии с 1899 по 1901 год. Однако в 1901 году папа Лев XIII назначил новым архиепископом-митрополитом могилёвским не Недзялковского, а Болеслава Иеронима Клопотовского — Недзялковский же был назначен главой Луцко-Житомирской епархии.
Недзялковский — автор нескольких богословских трудов и многочисленных статей, за труд «За христианские принципы» был удостоен степени доктора богословия honoris causa.
Скончался в 1911 году в Житомире.